# Cattedrale di Auch
La cattedrale di Santa Maria (in francese: cathédrale Sainte-Marie) è il principale luogo di culto della città di Auch, in Francia, sede vescovile dell'omonima arcidiocesi.
È soprattutto celebre per la sua serie di belle vetrate cinquecentesche e gli stupendi 113 stalli lignei del coro finemente e riccamente intagliati con scene bibliche.
La cattedrale è monumento storico di Francia dal 1906 e venne inserita nella Lista dei patrimoni dell'umanità dell'UNESCO, nel capitolo Strade francesi per Santiago de Compostela del 1998.

## Storia
La prima cattedrale di Auch venne costruita sulla piana del fiume Gers e poi distrutta dai Saraceni nell'VIII secolo. Allo stesso modo venne devastata anche la vicina città di Eauze, che vide più invasioni sia saracene sia normanne, di cui l'ultima delle quali, quella del 721-22 capeggiata da Al-Samh ibn Malik al-Khawlani e sfociata nella Battaglia di Tolosa, la devastò completamente.
Così il vescovo di Auch, Taurino II, probabilmente in seguito al Concilio di Tolosa dell'829, accorpò l'antica Arcidiocesi di Eauze alla diocesi di Auch, e intorno all'845 ne ricostruì la cattedrale in cima alla collina dominante il fiume, dove collocherà l'altare della Vergine Maria trasportato da Eauze. Il vescovo successore, Airardo, ricevette il titolo di arcivescovo da una lettera di papa Giovanni VIII del 13 giugno 879.
Grazie a questi eventi la cittadina iniziò a crescere e svilupparsi, tuttavia, la nuova incursione saracena del 920 obbligherà l'arcivescovo Odilo a lasciare la città.
L'arcivescovo Raymond I, detto Copa, figlio del conte Bernard-Odon de Fezensac, fece costruire un chiostro adiacente alla cattedrale, dove i canonici seguivano la regola di Sant'Agostino. Il suo successore, Sant'Austinde, ricostruì la cattedrale grazie alle donazioni del Conte de Fezensac, ma nel 1171 gran parte di essa bruciò in un incendio, che rovinò anche il chiostro. A più riprese gli arcivescovi cercarono di ricostruire la cattedrale, un primo tentativo avvenne nel XIII secolo, un altro da Arnaud Aubert nel 1370, un terzo nel 1382 dal cardinal Philippe d'Alençon fermato dal grande Scisma d'Occidente. In seguito l'arcivescovo Philippe I de Lévis intraprende grandi lavori a partire dal 1429, ma due fulmini caduti nel 1469 e nel 1474 rovinarono tutto quello che era stato fatto.
Soltanto nella seconda metà del XV secolo si ebbe il giusto impulso per ricostruire una vera cattedrale, l'odierna. Saranno l'arcivescovo Francesco di Savoia, figlio di Ludovico di Savoia, e il suo vicario generale Jean Marre, che concedendo l'indulgenza a chi contribuiva la costruzione nel 1469 e nel 1482, poterono iniziare il grande cantiere.
la prima pietra venne posta il 4 luglio 1489 e i lavori iniziano dalla cripta, che farà anche da sostegno-fondamenta per poter allungare la chiesa verso ovest, sul crinale della collina. I lavori proseguirono con l'elevazione del deambulatorio e delle relative cappelle radiali, e poi del coro e del transetto, terminati, senza le volte, nel 1507.

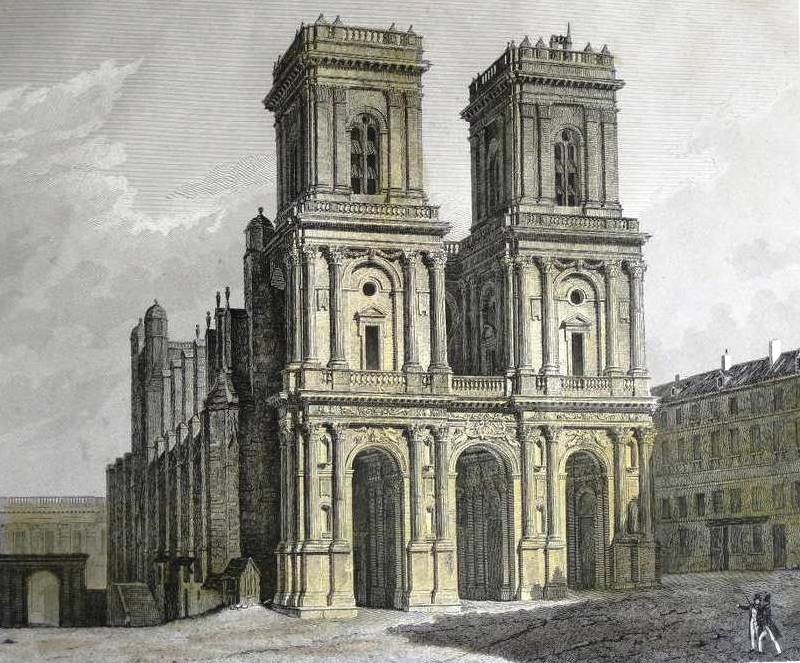
La cattedrale in una stampa del 1836

Sotto il nuovo arcivescovo François Guillaume de Castelnau-Clermont-Ludève si ha un nuovo impulso alla costruzione. Vengono alzati gli archi rampanti, si commissionano le vetrate, a Arnaud de Moles, e i preziosi stalli del coro. Col successore François II de Tournon questi lavori furono terminati e il 12 febbraio 1548 la cattedrale, senza ancora le volte e il piedicroce viene consacrata.
I lavori continuano, si passa all'erezione del corpo basilicale e nel 1559 si iniziarono le torri.
Fra il 1618 e il 1620 si costruiscono le volte della navata centrale, e nel 1629 si iniziano quelle delle navate laterali.
Nel 1672 gli architetti Pierre Mercier e Pierre Miressus posero mano alla facciata, continuando le torri sui progetti originali e François Auxion realizzò tutti i rilievi e la statuaria. Nel 1680, con la fine della facciata l'edificio poté ritenersi finalmente compiuto.
Con la Rivoluzione francese la cattedrale subisce dei danni e nel 1793 l'arcivescovo viene incarcerato. In seguito al Concordato del 1801 la sede arcivescovile viene trasferita a Agen, e la cittadinanza si trova a dover pagare i restauri della cattedrale di Agen; ma si rifiutò domandando il ristabilimento dell'Arcidiocesi di Auch. Nel 1808 Napoleone provvede ai restauri della cattedrale di Auch. Con la Bolla pontificia Paternae charitatis del 6 ottobre 1822, papa Pio VII ristabilisce 29 diocesi in Francia, fra cui quella di Auch, grazie al nuovo concordato con il nuovo governo di Luigi XVIII.
Dal 1826 si provvede alla demolizione delle case davanti alla facciata, al fine di crearvi una grande piazza, e nel 1849 si intraprendono grandi restauri alla cattedrale.

## Descrizione

### Misure e dimensioni
| Parametro           | Misura   |
| ------------------- | -------- |
| Lunghezza totale    | 102,86 m |
| Larghezza totale    | 34,95 m  |
| Altezza delle volte | 26,64 m  |
| Altezza delle torri | 44 m     |

### Architettura

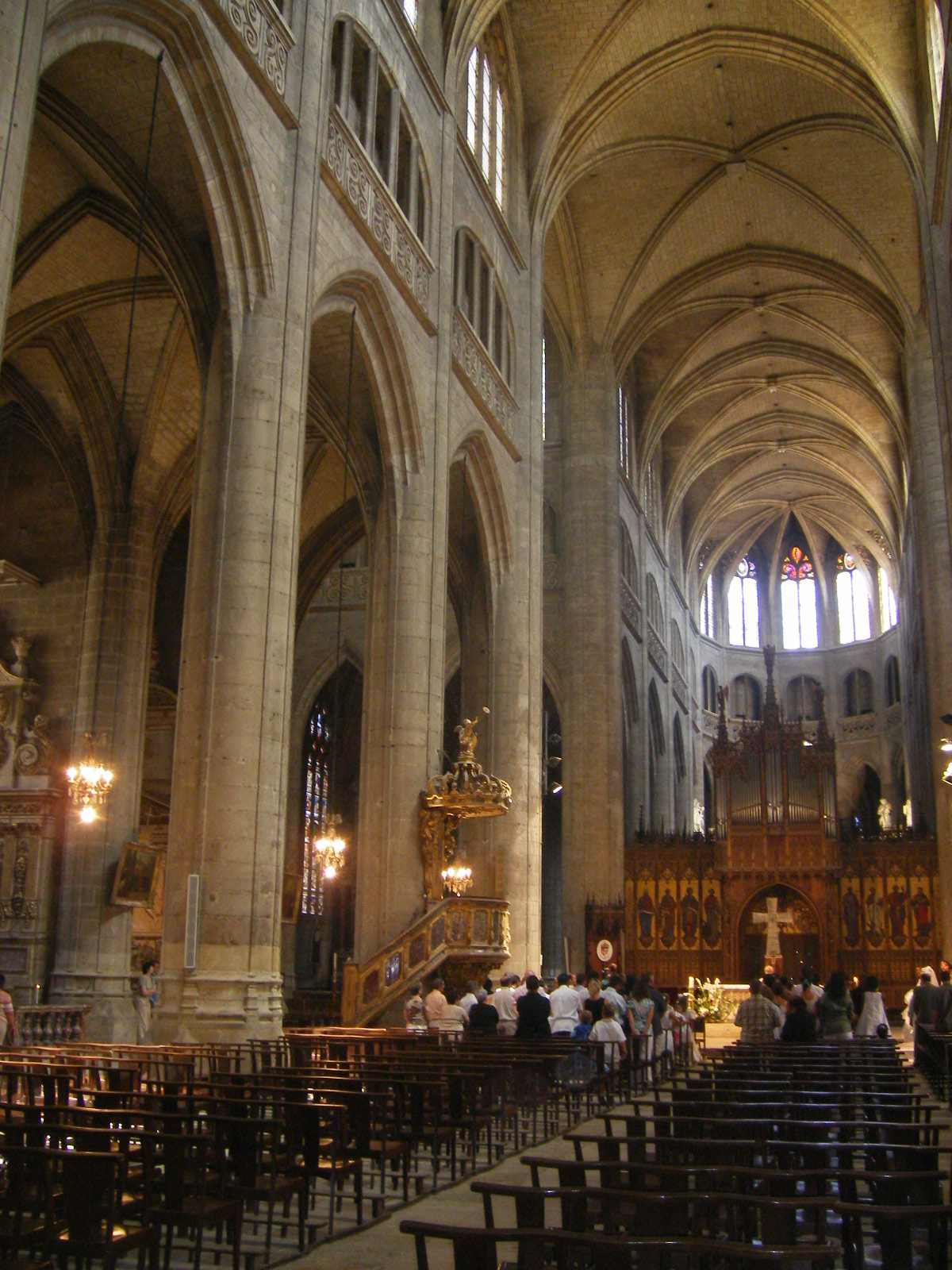
Interno

La cattedrale si presenta essenzialmente in stile tardo-gotico, ma con influenze fortemente rinascimentali, data dalla lungo e complicata opera di costruzione che si protrasse per quasi due secoli, dal 1489 al 1680.
Ha un'imponente facciata tardo-rinascimentale, serrata tra due possenti torri e preceduta da un portico chiuso da raffinate cancellate settecentesche.
L'interno è a pianta a croce latina divisa in tre navate con cappelle da semplici pilastri cilindrici che s'innestano direttamente sulle volte, senza capitelli; grande transetto e coro con deambulatorio a cappelle radiali. La navata centrale è divisa in cinque campate a tre livelli, grandi archi ogivali in basso, semplice triforio al secondo piano, e cleristorio aperto da polifore in alto. Tutto l'ambiente è incentrato nel coro, chiuso da un bel recinto con jubé, all'interno del quale sono custoditi i preziosi stalli lignei cinquecenteschi e lo scenografico altar maggiore barocco.

### Arredi e opere d'arte
All'interni si conservano numerose ed importanti opere d'arte:
- l'Altar maggiore chiude scenograficamente il recinto del coro verso est. È un grande retablo marmoreo che venne commissionato dall'arcivescovo Léonard de Trapes a Pierre II Souffron nel 1609.
- Vetrate seicentesche, realizzate da artisti diversi fra il 1620 e il 1649, sono poste alle finestre alte del coro, ai rosoni e alle finestre delle navate.
- Pietà. La serie di vetrate di Arnaud de Moles s'interrompe nella Cappella del Santo sepolcro, la cui parete è addossata al palazzo arcivescovile, quindi la finestra ne risulta cieca. In questa parete è stato realizzato, all'inizio del XVI secolo, il gruppo della Pietà, attribuita anch'essa ad Arnaud de Moles. Più che una Pietà sembra essere un racconto dei Misteri dei Vangeli, con scene tratte dal Vangelo secondo Matteo (27,55-61) e dal Vangelo secondo Giovanni (19,38-42).
- Jubé. Un primo, prezioso tramezzo venne realizzato nel XVII secolo in marmi pregiati e sormontato da un gruppo ligneo della Crocifissione. Danneggiato e bruciato nel 1793, lo jubé venne demolito definitivamente nella metà del XIX secolo e ricostruito in stile neogotico.

Le più insigni opere della cattedrale sono:

#### Vetrate di Arnaud de Moles

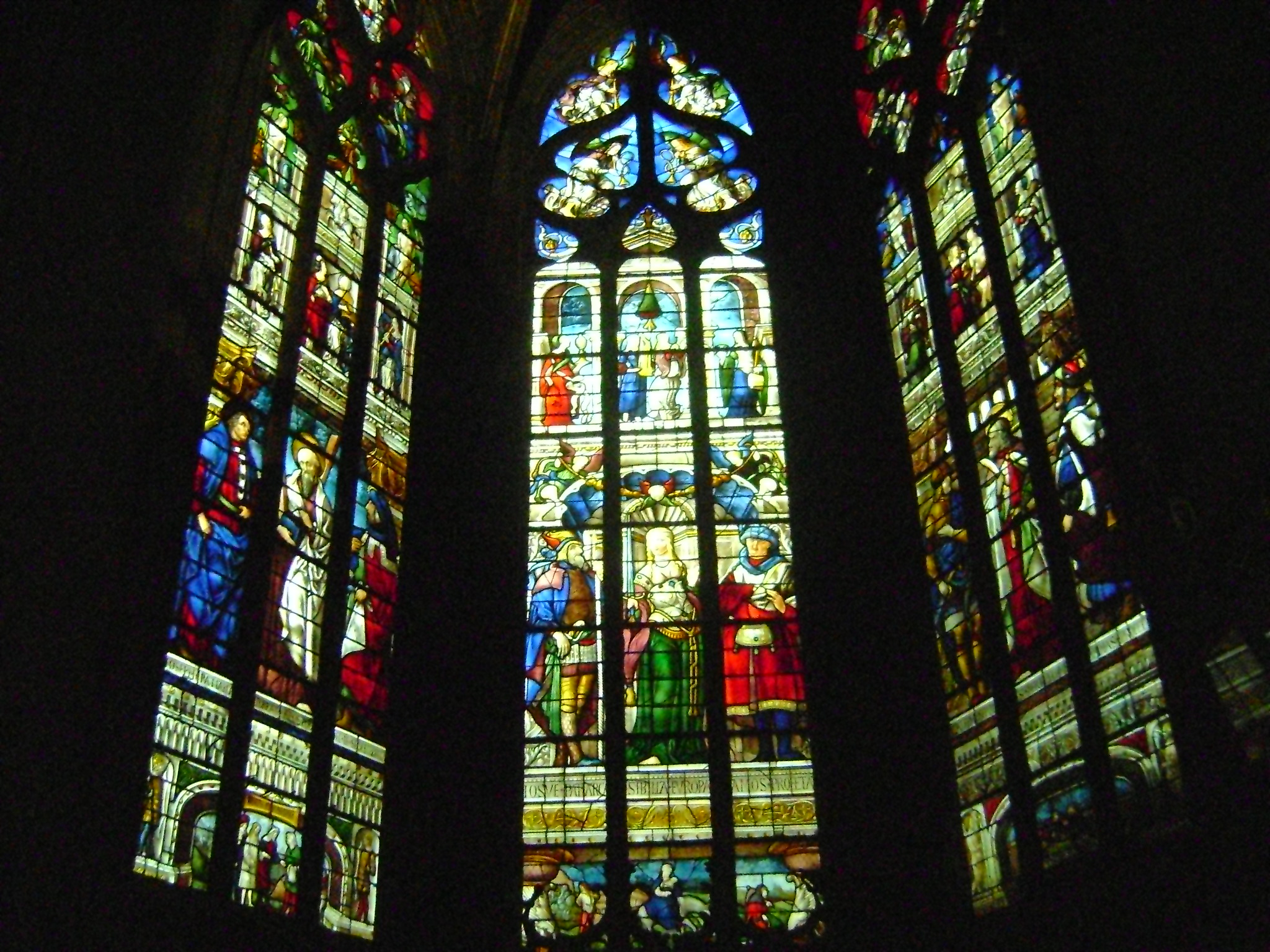
Le vetrate della cappella di Santa Caterina

Il pregevole ciclo di vetrate del deambulatorio fu realizzato tra il 1507 e il 1513 dal Maestro aquitano Arnaud de Moles.
Le vetrate, che presentano uno stile ancora medioevale, ma con spiccate influenze rinascimentale, sono poste alle finestre delle cappelle radiali del demabulatorio della cattedrale, ad eccezione della cappella del Santo Sepolcro, alla quale è addossato il Palazzo Arcivescovile.
Le vetrate, tre per ogni cappella, raffigurano i seguenti soggetti: la Creazione e il Peccato originale (nella prima cappella nord); la Crocifissione (nella cappella absidale); e la Risurrezione di Cristo (nella prima cappella sud). Le altre raffigurano Personaggi biblici come i Patriarchi, Profeti, Apostoli; e Personaggi mitologici come le Sibille.

#### Stalli del Coro

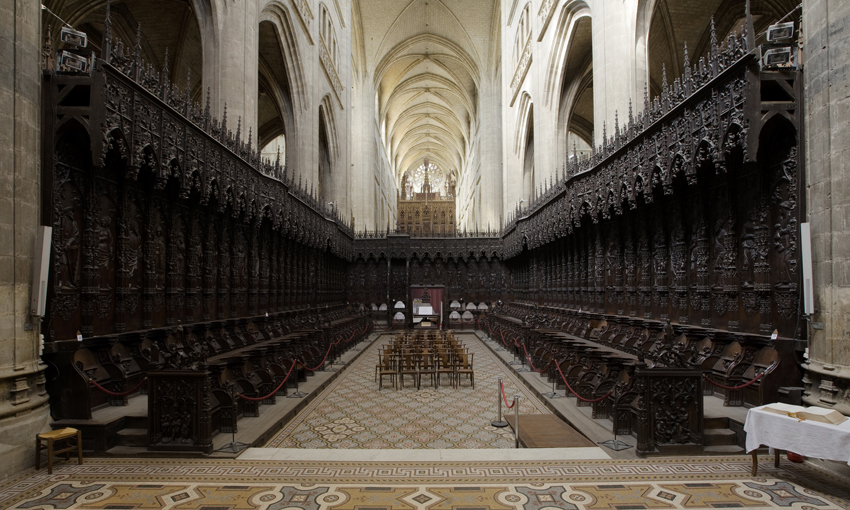
Gli stalli del coro

Gli stalli del coro sono una magistrale opera di scultura eseguita fra il 1510 e il 1554 da autori sconosciuti che costituisco l'opera più pregevole della cattedrale. L'unico nome pervenuto è quello dello scultore tolosano Dominique Bertin che vi lavorò nel 1551-54.
Disposti all'interno del recinto del coro, cingono il presbiterio per le lati. Sono 113 fra cui due principali nel lato ovest, verso la navata, con quello di Adamo ed Eva destinato al potere pubblico e quello dei Santi Pietro e Paolo al potere religioso. Nei lati nord e sud sono, 40 seggi "bassi" e 60 "alti"; questi ultimi adorni di alti schienali cesellati con figure separati l'un dall'altro da contrafforti ornati ognuno di quattro figure. Sormonta il tutto una serie di ricchissimi baldacchini e una cresta frastagliata di pinnacoli e trafori.
L'eccezionale ricchezza decorativa, scolpita in legno di quercia, è costituita da non meno di 1500 figure differenti rappresentanti Scene della vita di Cristo, Scene bibliche, Vite dei Santi, Profeti, Sibille, motivi vegetali, raffigurazioni di animali e bestie mitologiche, mescolando quel fervore mistico medievale all'eclettismo umanista del rinascimento.

### Organi a canne

#### Organo maggiore
Sulla cantoria barocca in controfacciata, costruita nel 1683 da Barthélemy Duran, Pierre Duran e Barthélemy Biamouret, si trova l'organo a canne, opera di Jean de Joyeuse che lo realizzò tra il 1688 e il 1694. Tra il 1832 e il 1958, lo strumento è stato oggetto di più restauri che ne hanno modificato le caratteristiche originarie. Con il restauro di Jean-François Muno (1994-1998), l'organo è stato riportato alle sue sonorità secentesche.
Lo strumento è a trasmissione meccanica ed ha una consolle a finestra avente quattro tastiere (Positif de dos, prima tastiera di 53 note; Grand-Orgue, seconda tastiera, di 53 note; Récit, terza tastiera, di 30 note; Écho, quarta tastiera, di 42 note) e pedaliera a leggio di 29 note. Dispone di 42 registri per un totale di 3060 canne.

#### Organo dello jubé
Sopra lo jubé, racchiuso all'interno di una cassa lignea neogotica, si trova un secondo organo a canne, costruito nel 1860 da Aristide Cavaillé-Coll.
Lo strumento è a trasmissione meccanica ed ha 708 canne suddivise in 15 registri; la sua consolle, collocata a pianterreno sul lato destro della cassa, dispone di due tastiere (il Grand-Orgue, la prima, di 54 note; il Récit expressif, la seconda, di 37 note) e pedaliera di 20 note priva di registri propri e costantemente unita al manuale.

## Galleria d'immagini

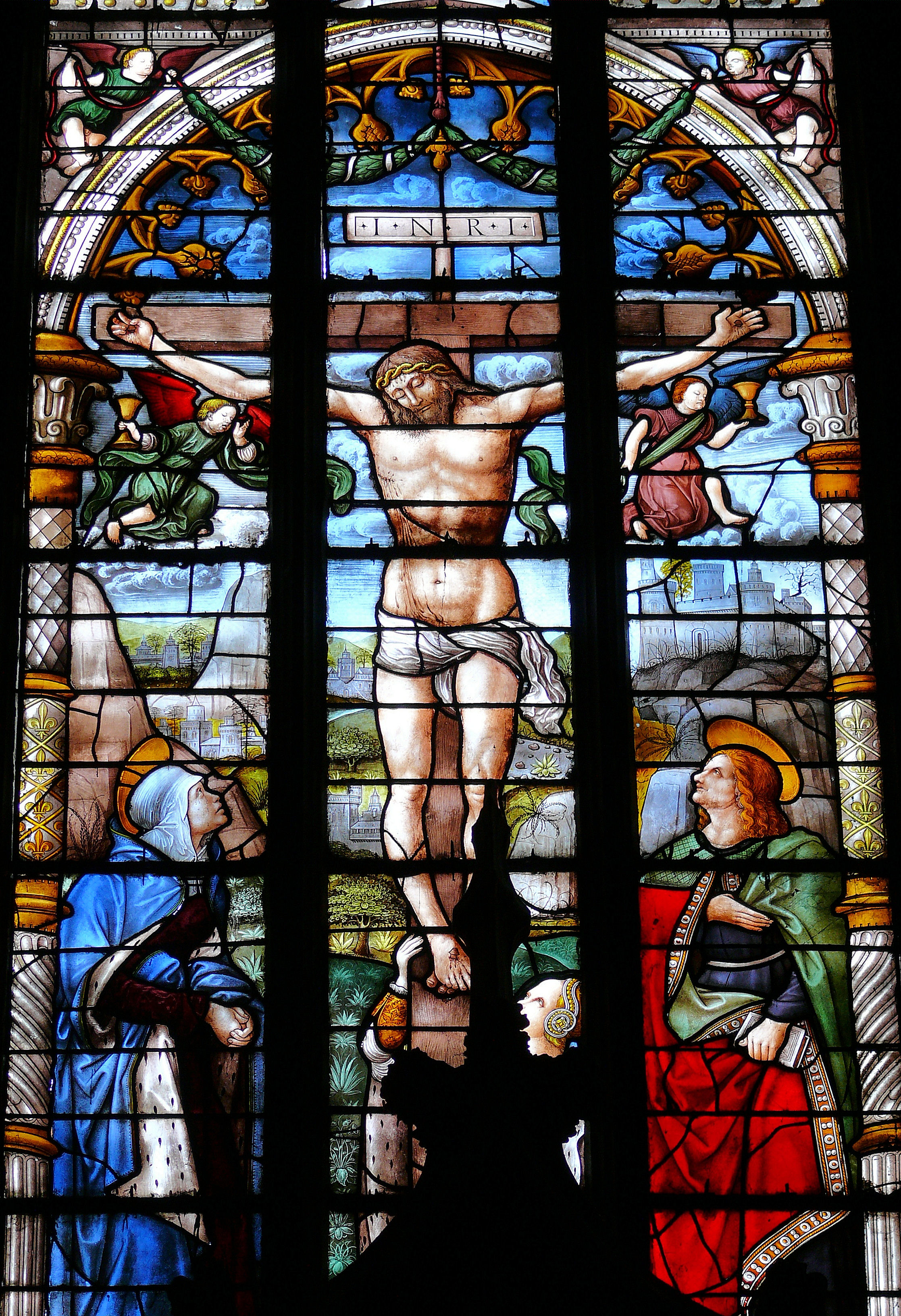
Vetrate della Crocifissione, Arnaud de Moles (1507-1513)
Vetrate di Arnaud de Moles (1507-1513)
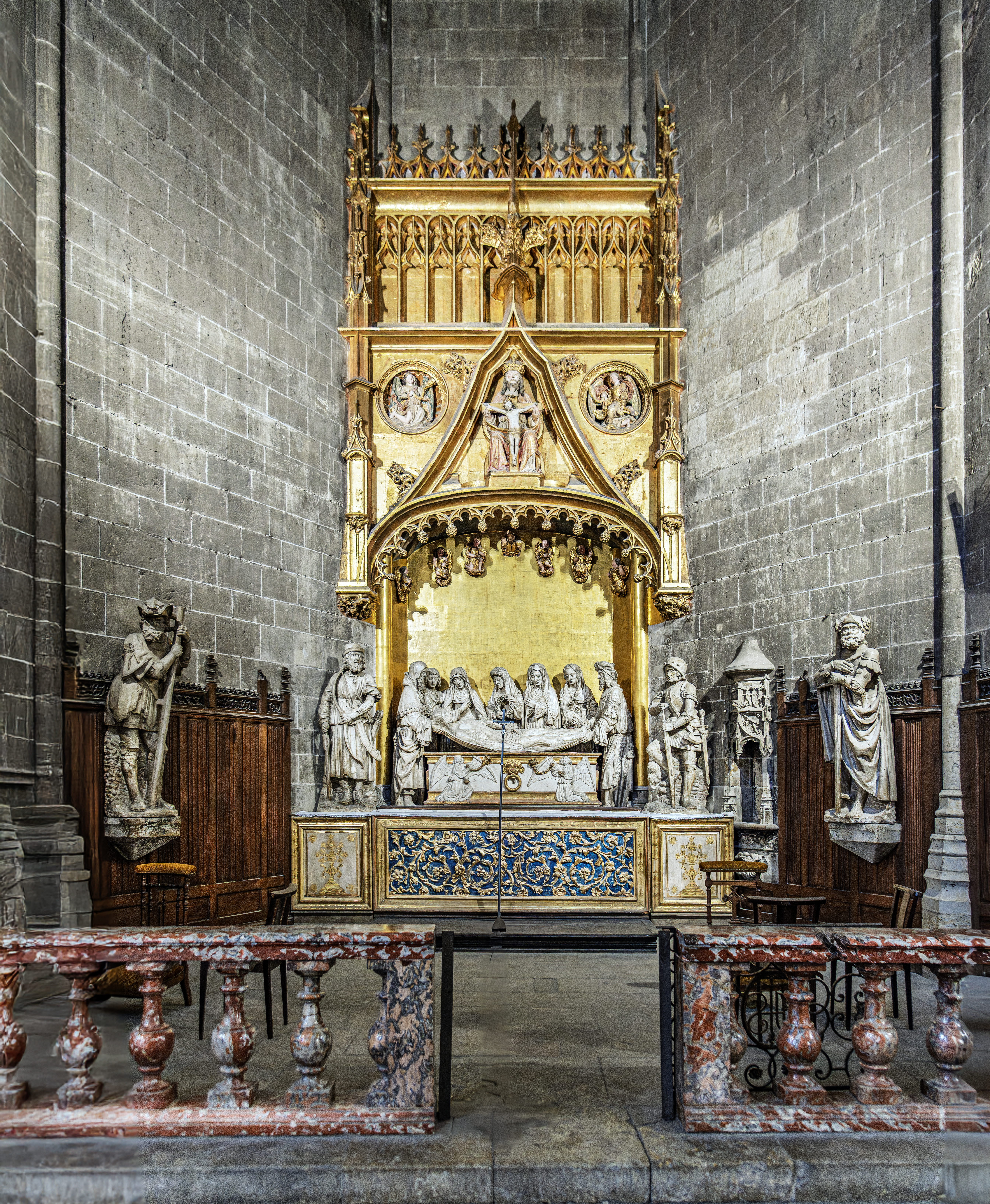
Pietà (inizio del XVI secolo)
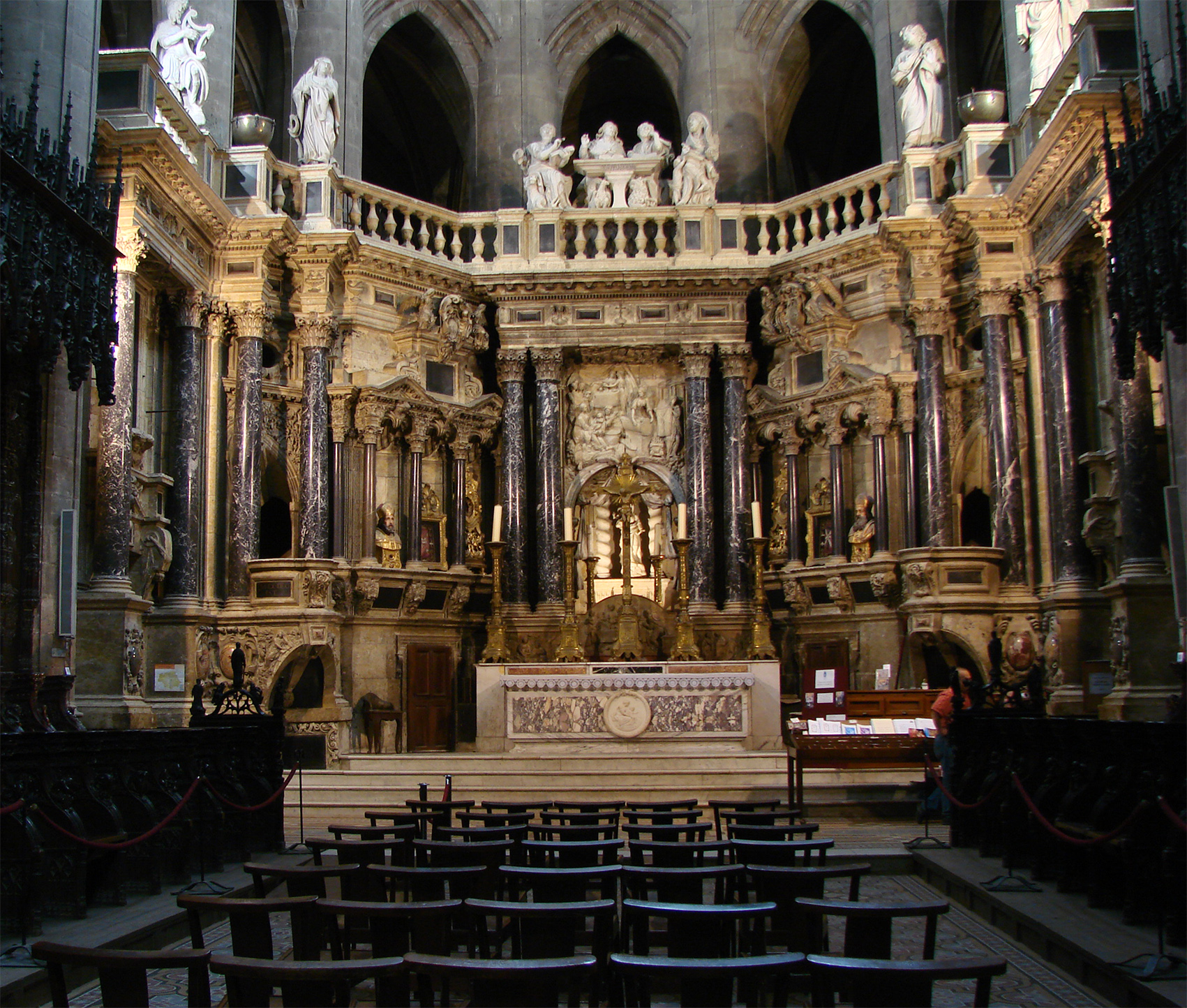
Altar maggiore di Pierre II Souffron (1609)
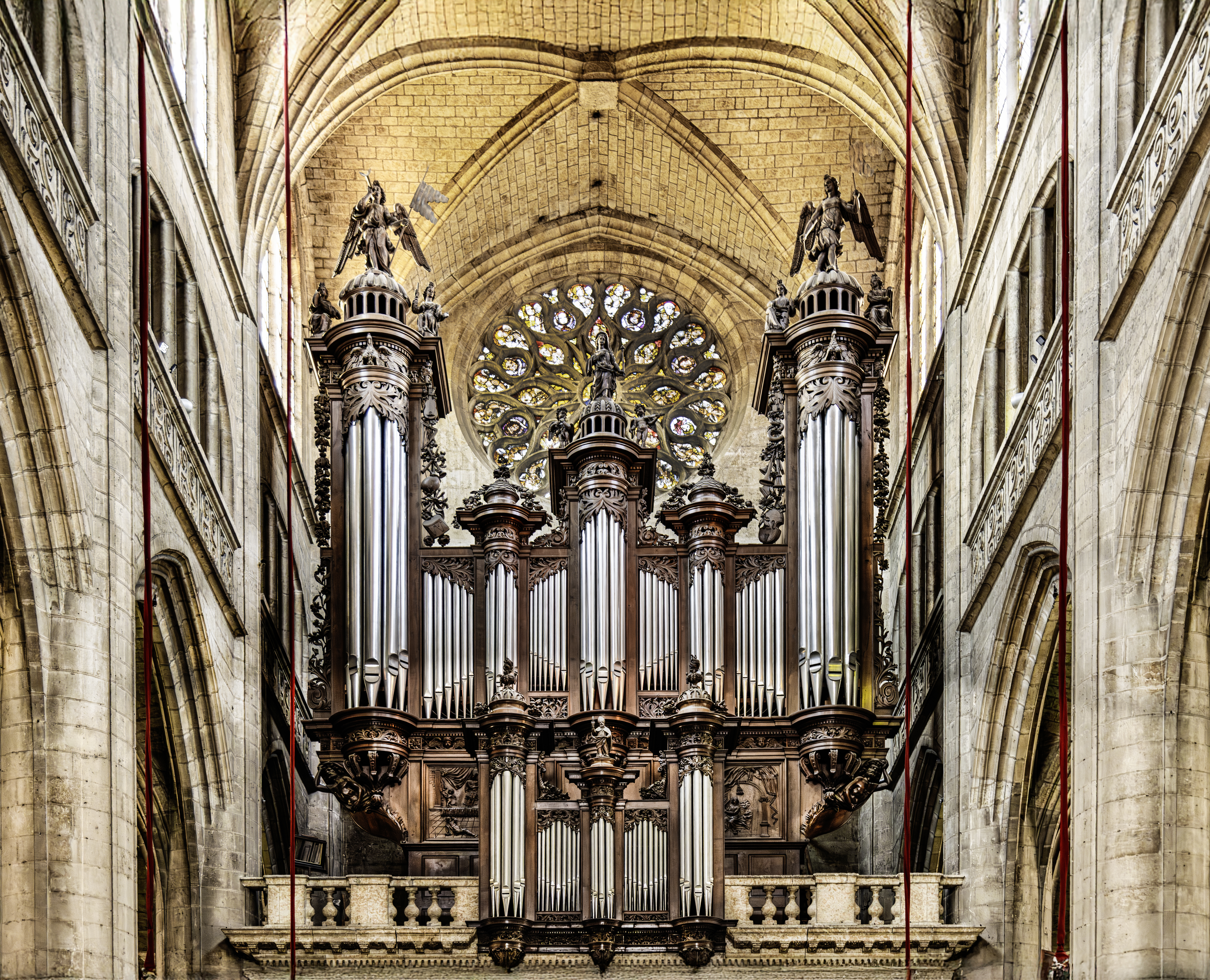
il Grand'Organo di Jean de Joyeuse (1694)
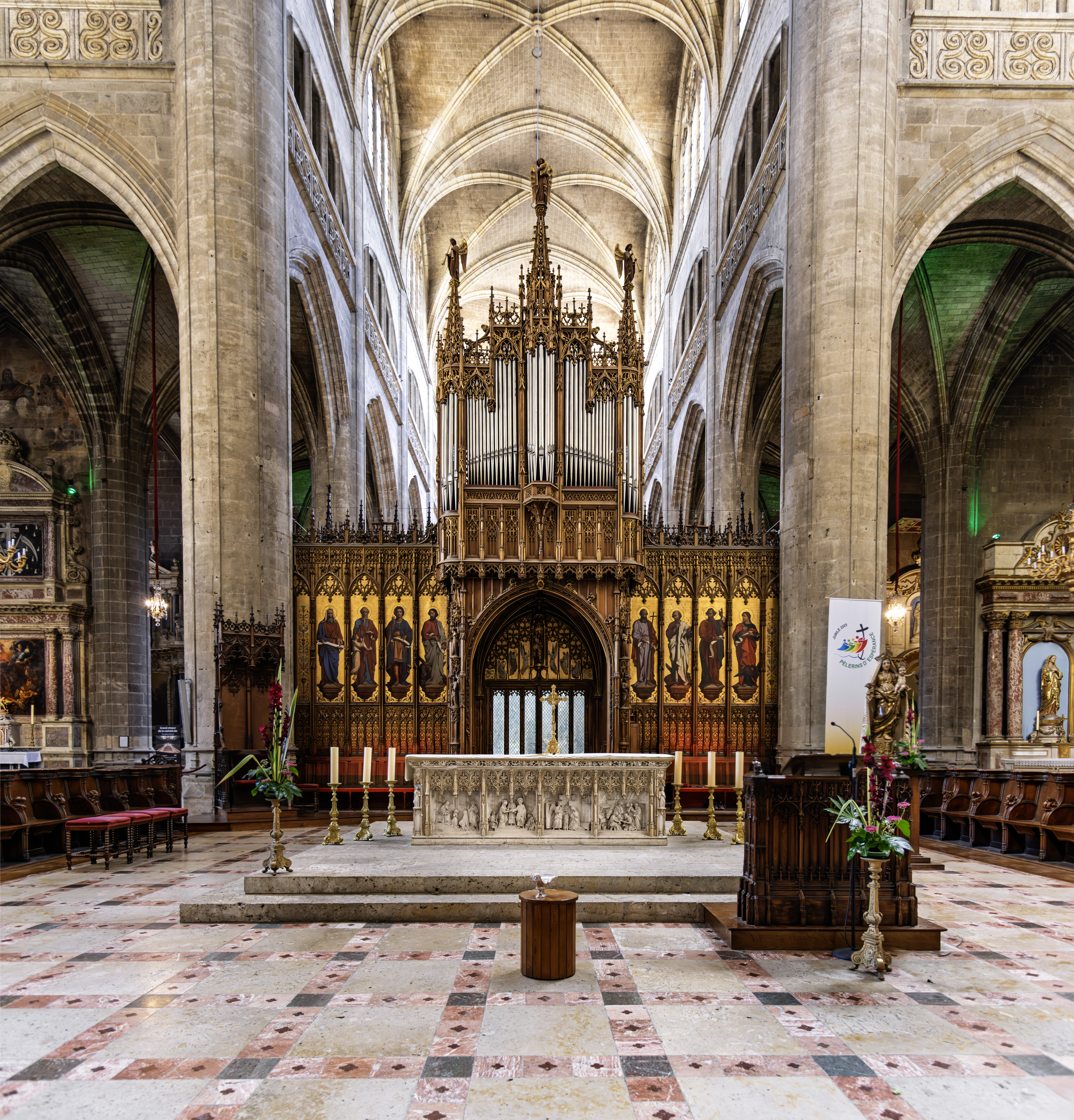
Lo Jubé neogotico e l'organo Cavaillé-Coll (XIX secolo)